# Goričanovec
Goričanovec falu Horvátországban Krapina-Zagorje megyében. Közigazgatásilag Đurmanechez tartozik.

## Fekvése
Krapinától 5 km-re északnyugatra, községközpontjától 3 km-re délnyugatra a Zagorje hegyei között fekszik. Területének nagy részét erdő és szőlőskertek borítják.

## Története
A falunak 1857-ben 276, 1910-ben 366 lakosa volt. Trianonig Varasd vármegye Krapinai járásához tartozott. 2001-ben a falunak 298 lakosa volt.

## Nevezetességei
A Lourdes-i Szűzanya tiszteletére szentelt kápolnája.

## Külső hivatkozások
Đurmanec község hivatalos oldala